# Pedro de Antioquia
Pedro de Antioquia, também chamado de Pedro Fulão ("pisoeiro"[nota a]) e Pedro, o Pisoeiro, foi por diversas ocasiões Patriarca de Antioquia entre 469 e 488, no auge da disputa entre calcedônios e não calcedônios pela igreja de Antioquia. Ele era um dos líderes dos não calcedônios.

## História
Pedro recebeu seu epíteto por causa de sua antiga profissão como um apisoador de tecidos. Tillemont (Empereurs, tome vi. p. 404) afirma que Pedro era originalmente um membro do mosteiro de Acoimetas (Akoimetoi), que ele afirma ser na Bitínia, no lado asiático do Bósforo, em Gomom, "O Grande Mosteiro", sendo dali expulso por causa de seu comportamento e de suas doutrinas heréticas. Chegando em Constantinopla, ele cortejou pessoas de grande influência, através das quais ele acabou sendo apresentado ao imperador Zenão, o afilhado de Leão I, o Trácio (r. 457–474) e futuro imperador (r. 474–491), cujas graças ele logo assegurou, obtendo através delas a chefia da igreja de São Bassa, em Calcedônia. Lá, suas crenças não calcedônias logo se tornaram aparentes, provocando uma fuga para perto Zenão, que estava na época indo para Antioquia como mestre dos soldados do Oriente (magister militum per Orientem).

### Primeiro patriarcado
Chegando em Antioquia em 463, Pedro logo desejou para si o trono patriarcal, que estava na época ocupado por Martírio. Ele então se aproximou da população da cidade e começou a levantar suspeitas a respeito do Patriarca, acusando-o de ser um nestoriano disfarçado e, assim, provocando uma tumultuada expulsão de Martírio e sua própria eleição ao trono. Teodoro, o Leitor nos dá uma data entre 469 e 470 para estes eventos, mas outras fontes indicam como sendo 465
Uma vez estabelecido como Patriarca, Pedro logo se declarou abertamente contra o concílio de Calcedônia e adicionou ao Triságio (Trisagion) as palavras "Que foi crucificado por nós", que ele então impôs como um teste para todo o seu patriarcado, anatemizando todos os que se recusavam a aceitá-lo. De acordo com o sinódico, ele convocou um concílio em Antioquia para dar um lustre de autoridade sinódica para esta nova cláusula. O deposto Martírio correu para Constantinopla para reclamar com o imperador Leão, por quem, pela influência do Patriarca de Constantinopla, Genádio, ele foi muito bem recebido. Um concílio de bispos decidiu em seu favor e sua restauração foi decretada. Mas, apesar da autoridade imperial, a influência pessoal de Pedro, apoiada por Zenão, era tão grande em Antioquia que a posição de Martírio ficou intolerável e ele logo fugiu de Antioquia, abandonando seu trono novamente para o intruso. Leão naturalmente ficou indignado com esta audaciosa indiferença para com as suas ordens e despachou um decreto imperial ordenando a deposição de Pedro e o seu banimento para o Oásis.

### Segundo patriarcado
De acordo com Teodoro, Pedro fugiu e Juliano foi unanimemente escolhido bispo em seu lugar em 471 (ou 466), mantendo-se no cargo até a segunda restauração de Pedro, pelas mãos do imperador Basilisco em 476. Durante este intervalo, Pedro viveu em Constantinopla, aposentado no mosteiro dos Acoimetas (Acoimetae), onde ele obteve a permissão de ficar em troca de uma promessa de que ele não causaria mais distúrbios. Durante o curto reinado de Basilisco (de outubro de 475 até junho de 477), a sorte de Pedro voltou a sorrir-lhe. Sob influência de sua esposa, Basilisco passou a defender a crença ortodoxa oriental e trouxe de volta do exílio o também exilado Patriarca de Alexandria, Timóteo Eluro, e, persuadido por ele, emitiu uma carta encíclica para os bispos urgindo-os a anatemizar os decretos de Calcedônia. Pedro, contente, obedeceu e foi recompensado com a sua restauração à sé de Antioquia em 476 Juliano foi deposto e morreu logo em seguida.
Desta vez, Pedro novamente forçou a adição ao Triságio e agiu com grande zelo contra o partido calcedônio, esmagando toda a oposição apelando ao povo sírio, que ele agora controlava. Uma vez consolidado no trono, ele foi rápido em expandir seus privilégios ao máximo, ordenando bispos e metropolitas por toda Síria. A queda de Basilisco, porém, trouxe a ruína para todos os que o tinham apoiado e vinham promovendo suas ações.

### Queda
Em 485, Pedro foi novamente colocado no trono de Antioquia por Zenão após ter assinado o Henótico. Ele novamente reiniciou suas ações, expulsando bispos calcedônios que se recusaram a assiná-lo e realizando ordenações não reconhecidas pelos calcedônios, especialmente a de Xenaias (Filoxeno) para a sé de Hierápolis Bambice. Ele foi condenado e anatemizado por um sínodo de 42 bispos ocidentais em Roma, em 485, e excomungado. Porém, ele manteve o trono patriarcal em Antioquia até a sua morte, em 488 (ou, de acordo com Teófanes, o Confessor, 490/491). Um de seus últimos atos foi uma tentativa fracassada de reviver a alegação de obediência de Chipre como parte do patriarcado, algo que o primeiro concílio de Éfeso (431) tinha removido da supervisão de Antioquia.